# Tractat Naval de Washington

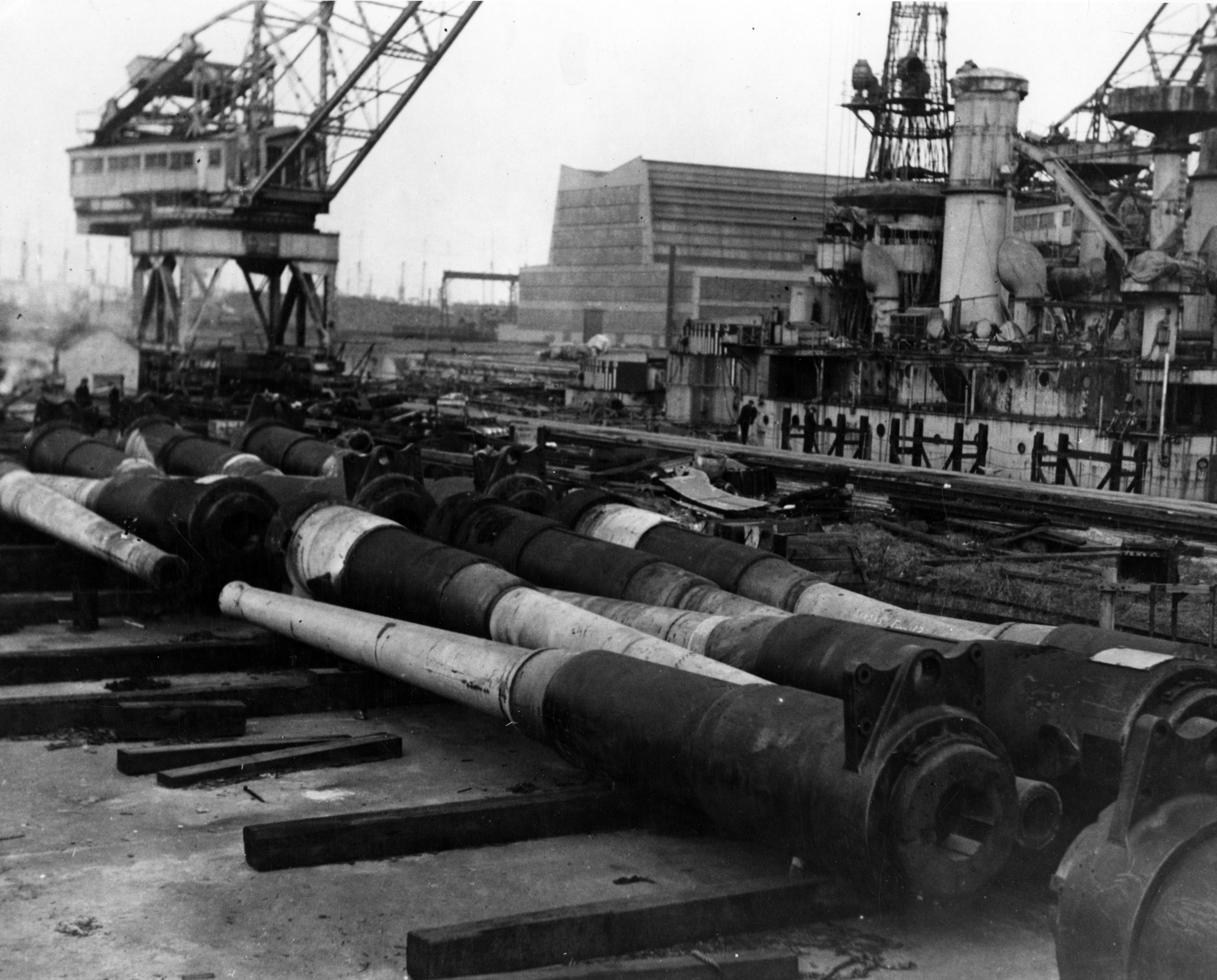
Canons de l'armament principal de cuirassats americans durant el procés de desmantallament degut als límits del Tractat Naval de Washington.

El Tractat Naval de Washington, també conegut com el Tractat de les Cinc Potències, va ser un tractat per limitar la construcció de vaixells de guerra i evitar una cursa armamentista entre els països guanyadors de la Primera Guerra Mundial. Les negociacions es van produir a Washington, D.C. del novembre de 1921 al febrer de 1922 entre els països de Gran Bretanya, els Estats Units d'Amèrica, Japó, França i Itàlia. El tractat posava límits a la construcció de cuirassats, creuers de batalla i portaavions. No es van establir límits en el nombre o tonatge total dels creuers, destructors ni submarins però els que es construïssin no podien superar un desplaçament de 10.000 tones.

## Rerefons històric
Després de la Primera Guerra Mundial l'Imperi Britànic encara mantenia la flota de guerra més nombrosa i poderosa a nivell mundial, seguida dels Estats Units i, a major dinstància, pel Japó. Tot i que havien estat aliades durant la guerra aquestes nacions van iniciar una carrera armamentista naval. Això succeí inicialment pels plans dels Estats Units, durant la presidència de Woodrow Wilson, per ampliar la flota fins a 50 vaixells de guerra capitals.
En resposta a aquests plans els japonesos van començar a construir 4 cuirassats i 4 creuers de batalla molt més grans i poderosos que les classes que ja tenien en servei. Tot i que la Royal Navy mantenia de moment la superioritat numèrica la majoria dels seus vaixells principals estaven antiquats o desgastats per la gran acció que tingueren durant la guerra. Per tant, el 1921 van planificar 4 nous creuers de batalla i 4 nous cuirassats pel 1922.
Aquesta cursa en la construcció de grans vaixells de guerra suposava un gran cost econòmic i un augment de les tensions polítiques just després d'una gran guerra. Per això es van iniciar les negociacions que portarien al Tractat.

## Limitacions acordades
| Limitacions de tonatge |                   |             |
| País                   | Vaixells capitals | Portaavions |
| Imperi Britànic        | 533.000 tones     | 137.000 t   |
| Estats Units           | 533.000 t         | 137.000 t   |
| Japó                   | 320.000 t         | 82.000 t    |
| França                 | 178.000 t         | 61.000 t    |
| Itàlia                 | 178.000 t         | 61.000 t    |

La taula mostra les limitacions al desplaçament del total d'unitats de cada tipus especificat als Articles IV i VII del tractat. Aquestes xifren es corresponen a una ràtio aproximada de 5:5:3:2:2 entre el Regne Unit, els EUA, Japó, Itàlia i França.
També s'estableixen limitacions qualitatives en el disseny de nous vaixells de guerra:
- Els vaixells capitals (cuirassats i creuers de batalla) queden limitats a un desplaçament de 35.000 tones imperials (35.560 tones) i l'armament principal no pot superar el calibre de 16 polzades (406,4 mm). (Articles V i VI)
- Els portaavions queden limitats a 27.000 tones imperials (27.430 t) i no poden portar més de 10 canons d'un màxim de 8 polzades (203,2 mm). Tot i això es permet que cada país reconverteixi 2 bucs existents de vaixells capitals a portaavions amb una limitació per vaixell de 33.000 tones imperials (33.530 t). (Articles IX i X)
- Tots els altres vaixells de guerra queden limitats a un desplaçament de 10.000 tones imperials (10.160 t) i calibre màxim de 8 polzades. (Articles XI i XII)